# Бен Чілвелл
Бен Чілвелл (англ. Ben Chilwell, нар. 21 грудня 1996, Мілтон-Кінз) — англійський футболіст, лівий захисник англійського «Крістал Пелес» та національної збірної Англії.

## Клубна кар'єра
Бен є вихованцем академії «Лестер Сіті». У сезоні 2014-15 він був капітаном команди юнаків «Лестера» до 18 років, яка дійшла до півфіналу Молодіжного кубка Англії . Дебют Чілвелла в основному складі лисиць відбувся 27 жовтня 2015 року в матчі четвертого раунду Кубка Футбольної ліги проти «Галл Сіті».
19 листопада 2015 року Чілвелл відправився в оренду до клубу «Гаддерсфілд Таун» до 3 січня 2016 року. Дебютував в команді 28 листопада в матчі Чемпіоншипа проти «Мідлсбро». Всього Бен провів за «Гаддерсфілд» 8 матчів.
Влітку 2016 Бен Чілвел підписав п'ятирічний контракт з «Лестер Сіті».
7 грудня 2016 Бен зіграв свій перший матч в єврокубках. Це була гра Ліги чемпіонів проти «Порту», в якій лисиці були розгромлені з рахунком 5:0. 26 грудня 2016 року Чілвелл дебютував в Прем'єр-лізі, вийшовши в стартовому складі «Лестера» в матчі проти «Евертона». Попри поразку з рахунком 2:0, експерти відзначили впевнену гру Чілвелла і його талант.
У серпні 2020 року захисника придбав «Челсі».

## Кар'єра в збірній
Виступав за юнацькі та молодіжні збірні Англії U-18, U-19, U-20 і U-21. Свій перший матч за Англію зіграв 18 лютого 2014 року, це була гра між збірними Англії та Бельгії U-18. У травні 2016 року дебютував за молодіжну збірну Англії у грі проти молодіжної збірної Португалії.
У вересні 2018 року дебютував в іграх національної збірної Англії. Згодом провів чотири гри в рамках Ліги націй УЄФА 2018—2019.
| Дата       | Місто         | Господарі  | Результат  | Гості      | Турнір                               | Голи | Примітки |
| ---------- | ------------- | ---------- | ---------- | ---------- | ------------------------------------ | ---- | -------- |
| 11-9-2018  | Лестер        | Англія     | 1 – 0      | Швейцарія  | товариський матч                     | -    | 79'      |
| 12-10-2018 | Рієка         | Хорватія   | 0 – 0      | Англія     | Ліга націй УЄФА 2018-2019 - 1-й етап | -    |          |
| 15-10-2018 | Севілья       | Іспанія    | 2 – 3      | Англія     | Ліга націй УЄФА 2018-2019 - 1-й етап | -    |          |
| 15-11-2018 | Лондон        | Англія     | 3 – 0      | США        | товариський матч                     | -    | 57'      |
| 18-11-2018 | Лондон        | Англія     | 2 – 1      | Хорватія   | Ліга націй УЄФА 2018-2019 - 1-й етап | -    |          |
| 22-3-2019  | Лондон        | Англія     | 5 – 0      | Чехія      | Відбір до ЧЄ 2020                    | -    |          |
| 6-6-2019   | Гімарайнш     | Нідерланди | 3 – 1 д.ч. | Англія     | Ліга націй УЄФА 2018-2019 - півфінал | -    |          |
| 10-9-2019  | Саутгемптон   | Англія     | 5 – 3      | Косово     | Відбір до ЧЄ 2020                    | -    |          |
| 14-10-2019 | Софія (місто) | Болгарія   | 0 – 6      | Англія     | Відбір до ЧЄ 2020                    | -    |          |
| 14-11-2019 | Лондон        | Англія     | 7 – 0      | Чорногорія | Відбір до ЧЄ 2020                    | -    |          |
| 17-11-2019 | Приштина      | Косово     | 0 – 4      | Англія     | Відбір до ЧЄ 2020                    | -    |          |
| Усього     |               | Матчів     | 11         |            | Голів                                | 0    |          |

## Досягнення

### «Челсі»
- Переможець Ліги чемпіонів УЄФА (1): 2020–21
- Переможець Суперкубка УЄФА (1): 2021
- Переможець Клубного чемпіонату світу: 2021

### «Крістал Пелес»
- Володар Кубка Англії (1): 2024–25

### Англія
- Віце-чемпіон Європи: 2020